# Skottlands försteminister
Skottlands försteminister (skotsk gaeliska: Prìomh Mhinistear na h-Alba; skotska: Heid Meinister o Scotland) är den politiska ledaren i Skottland och regeringschef för den skotska regeringen. Försteministern ansvarar för utformningen, utvecklingen och presentationen av den skotska regeringens politik. Ytterligare roller som försteministern har är att främja och representera Skottland i officiella sammanhang både hemma och utomlands. Ministern ansvar även för konstitutionella frågor.
Försteministern måste vara ledamot av det skotska parlamentet (MSP), nomineras av parlamentet och utses officiellt av monarken. Regeringsmedlemmar och biträdande ministrar i regeringen utses av försteministern. Som regeringschef är försteministern direkt ansvarig inför parlamentet för sina handlingar och de åtgärder som regeringen genomför.
John Swinney, från Scottish National Party, är sedan 8 maj 2023 försteminister. Swinney efterträdde Humza Yousaf.

## Arvode
Regeringsmedlemmar ersätts dels genom det årsarvode som samtliga ledamöter av skotska parlamentet erhåller, dels med ett tilläggsarvode som varierar med vilken roll de har i regeringen. Arvodet räknas upp den 1 april varje år med den genomsnittliga ökningen av offentliganställdas löner, om inte parlamentet beslutar om något annat.
Sedan april 2025 uppgår grundarvodet till £ 74 507 per år. Försteministerns tillägg är £ 107 931, vilket innebär att försteministern har rätt till totalt £ 182 438 per år.
Sedan 2009 har dock samtliga försteministrar av politiska skäl frivilligt avstått från den del av arvodet som överstiger 2008 års nivå, det vill säga den del som överstiger £ 135 605. Övriga regeringsmedlemmar gjorde samma frivilliga avstående av arvode 2009–2025; sedan 2025 tar de ut fullt grundarvode men avstår även fortsatt den del av tilläggsarvodet som överstiger 2008 års nivå.

## Lista över försteministrar
| Nr | Namn            | Porträtt | Tillträde        | Avgick           | Politiskt parti | Politiskt parti         | Ministär |
| -- | --------------- | -------- | ---------------- | ---------------- | --------------- | ----------------------- | --- |
| 1. | Donald Dewar    |          | 13 maj 1999      | 11 oktober 2000  |                 | Labour                  | Dewar Majoritetskoalition Lab–LD                                                                                |
| 2. | Henry McLeish   |          | 26 oktober 2000  | 8 november 2001  |                 | Labour                  | McLeish Majoritetskoalition Lab–LD                                                                              |
| 3. | Jack McConnell  |          | 22 november 2001 | 16 maj 2007      |                 | Labour                  | McConnell I Majoritetskoalition Lab–LD McConnell II Majoritetskoalition Lab–LD                                  |
| 4. | Alex Salmond    |          | 16 maj 2007      | 19 november 2014 |                 | Scottish National Party | Salmond I Minoritetsregering SNP Salmond II Majoritetsregering SNP                                              |
| 5. | Nicola Sturgeon |          | 20 november 2014 | 28 mars 2023     |                 | Scottish National Party | Sturgeon I Majoritetsregering SNP Sturgeon II Minoritetsregering SNP Sturgeon III Majoritetskoalition SNP–Green |
| 6. | Humza Yousaf    |          | 29 mars 2023     | 7 maj 2024       |                 | Scottish National Party | Yousaf I Majoritetskoalition SNP–Green Yousaf II Minoritetsregering SNP                                         |
| 7. | John Swinney    |          | 8 maj 2023       | Nuvarande        |                 | Scottish National Party | Swinney Minoritetsregering SNP                                                                                  |